# Konrad III., rimsko-njemački kralj
Konrad III. (* 1093. u Bambergu; † 15. veljače 1152. u Bambergu) bio je kralj Svetog Rimskog Carstva (1138. – 1152.) te prvi vladar iz dinastije Hohenstaufen.
Konrad je bio sin švapskog vojvode Fridrika I. i Agneze od Weiblingena, kćeri cara Henrika IV. 

## Put do vlasti

### Franački vojvoda
Konrad je nakon očeve smrti 1105. zajedno sa starijim bratom Fridrikom II., koji je postao švapskim vojvodom, znatno proširio posjede staufovske kuće. Godine 1116. car Henrik V. imenovao ga je franačkim vojvodom oduzevši prethodno tu čast svom protivniku biskupu grada Würzburga Erlungu. To je tada bilo beznačajno vojvodstvo, ali je otvorilo put ekspanziji Staufovaca i Konradovu putu do vlasti.  

### Borba protiv Lotara III.
Nakon smrti cara Henrika V. godine 1125. Konradov brat Fridrik nadao se da će biti izabran za novoga kralja, jer su braća bila najbliži rođaci umrlog cara. Ali za kralja je izabran Lotar III. Saksonac, a Staufovci su se morali zadovoljiti privatnom imovinom Henrika V. Fridrik i Konrad međutim nisu priznali Lotara za kralja nego su protiv njega poveli rat. Borbe su s promjenjivim uspjesima na obje strane potrajale sve do 1135. kad su se braća morala pokoriti Lotaru. 

## Kralj

### Dolazak na vlast
Nakon smrti Lotara III. u prosincu 1137. kao najizgledniji kandidat za novoga kralja slovio je njegov zet bavarski vojvoda Henrik Ponosni. Njemački su knezovi međutim slobodnim izborom 7. ožujka 1138. izabrali Konrada za kralja. Konrad je dva dana poslije u Aachenu pomazan i okrunjen. 

### Borba s Welfima
Henrik Ponosni nije htio priznati Konrada kraljem zbog čega je ovaj zaratio protiv njega. Vojvoda je kažnjen progonstvom te su mu oduzeta oba vojvodstva, Bavarska i Saska. Sasku je dobio Albrecht Medvjed, a Bavarsku Leopold iz kuće Babenberg. I Henrikovom bratu Welfu VI. Konrad je oduzeo neke posjede u Italiji pa je i ovaj zaratio protiv kralja. Henrik Ponosni je ubrzo umro, a Welf je nastavio borbu. 1141. Albrecht Medvjed odrekao se Saske koju je dobio maloljetni Henrik Lav, sin Henrika Ponosnog. To međutim nije zadovoljilo Welfa VI., predvodnika kuće Welfa tako da je borba između Staufovaca i Welfa potrajala desetljećima. 

### Križarski rat
Bernhard od Clairvauxa potakao je Konrada da na Božić 1146. objavi da ide u drugi križarski rat. Prije polaska u rat osigurao je da njegov maloljetni sin Henrik bude imenovan za njegova nasljednika na prijestolju. Vojvoda Henrik Lav tada je zatražio od Konrada da mu vrati Bavarsku koju je oduzeo njegovu ocu. Kralj mu je obećao da će to riješiti kad se vrati iz rata čime se Henrik zadovoljio. 
1147. Konrad je zajedno s francuskim kraljem Lujem VII. krenuo u drugi križarski rat prema Jeruzalemu.  Seldžuci su međutim teško porazili križarsku vojsku i rat je propao. Konrad se oporavljao od ozljeda kod bizantskoga cara Manuela I. Komnena .

### Posljednje godine
Nedugo nakon Konradova dolaska na vlast bizantski car Ivan II. Komnen predložio mu je da sklope savez protiv Normana u južnoj Italiji. Ivan II. umro je 1143., pa je savez sklopljen s njegovim sinom i nasljednikom Manuelom I. i zapečačen njegovim vjenčanjem s Konradovom rođakinjom Bertom koja je uzela ime Irena. Borbe protiv Normana nisu odmah počele jer je Konrad otišao u križarski rat. Na povratku iz rata Konrad se u Bizantu sreo s Manuelom I., obećao mu pomoć u borbi protiv Normana te priznao Bizantu sva područja koja bude osvojio u južnoj Italiji. Ni to obećanje nije mogao ispuniti zbog svoje bolesti i novog ustanka Welfa što je vezalo njegove snage. Protiv toga se pobunio i papa Eugen III. U Rimu je međutim buknula revolucija protiv papine svjetovne vlasti tako da se papa obratio Konradu za pomoć obećavši mu carsku krunu. Prije negoli je uspio bilo što učiniti u tom pogledu, Konrad je umro 15. veljače 1152. u Bambergu. Budući da mu je sin Henrik umro još 1150., za nasljednika je odredio nećaka Fridrika Barbarossu.  
| Prethodnik:         | rimsko-njemački kralj (1138. – 1152.) | Nasljednik:           |
| Lotar III. Saksonac | rimsko-njemački kralj (1138. – 1152.) | Fridrik I. Barbarossa |